# Kersenvlieg
De kersenvlieg (Rhagoletis cerasi) is een tweevleugelige uit de familie van de boorvliegen (Tephritidae). Het is een plaaginsect dat schade veroorzaakt in de kersenteelt. De wetenschappelijke naam van de soort werd als Musca cerasi in 1758 gepubliceerd door Carl Linnaeus in de tiende editie van Systema naturae. De soort komt voor in Europa.

## Beschrijving
De kersenvlieg wordt 3,5 tot 5 millimeter lang. De vleugels hebben een opvallende zwarte tekening, bestaande uit drie dikke dwarslijnen waarvan de buitenste doorloopt langs de vleugelrand en een klein voor deze soort dwarsstreepje tegen de vleugelrand tussen de twee buitenste dikke dwarslijnen. Op het borststuk bevindt zich een opvallende oranjegele vlek.

## Waardplanten
De kersenvlieg gebruikt zure kers en zoete kers als waardplanten. In de teelt van deze soorten kan het insect een plaag zijn. Daarnaast komt de soort ook voor op de vruchten van de sneeuwbes, de rode kamperfoelie en de Tartaarse kamperfoelie.

## Levenscyclus
De soort vliegt van juni tot augustus. Het vrouwtje legt vijftig tot tachtig eitjes een voor een in bijna rijpe vruchten. Na vijf tot twaalf dagen sluipt de made uit en eet van het vruchtvlees. Na dertig dagen is de made volgroeid en verpopt in de grond. De pop overwintert, soms twee of drie keer.